# 呂旻
呂旻（？—1579年），字仁甫，號滨溪，福建漳州府龍溪縣人，軍籍，明朝政治人物。

## 生平
嘉靖二十五年（1546年）丙午科福建鄉試第五十一名。嘉靖三十二年（1553年）癸丑科進士。改庶吉士，三十四年十月授翰林院编修，四十一年八月充《永樂大典》分校官，四十三年六月升翰林院侍读。
隆慶元年（1567年）四月充经筵官，尋以重錄永樂大典成，升左春坊左谕德、兼侍读。八月疏请养病。
神宗即位，隆慶六年（1572年）八月復除南京太仆寺寺丞。萬曆四年（1576年）二月復除尚宝司丞，五年四月升国子监司业，十二月升祭酒，六年二月充经筵讲官，七月升为礼部右侍郎兼翰林院侍读学士，七年六月賜祭葬。

## 著作
有《滨溪集》、《玉堂摘稿》等。

## 家族
曾祖呂宗述；祖父呂琅；父呂景鳴，母楊氏。兄吕杲（生员）、吕旦、弟吕晃、吕昙、吕丕。